# タクティカルリロード

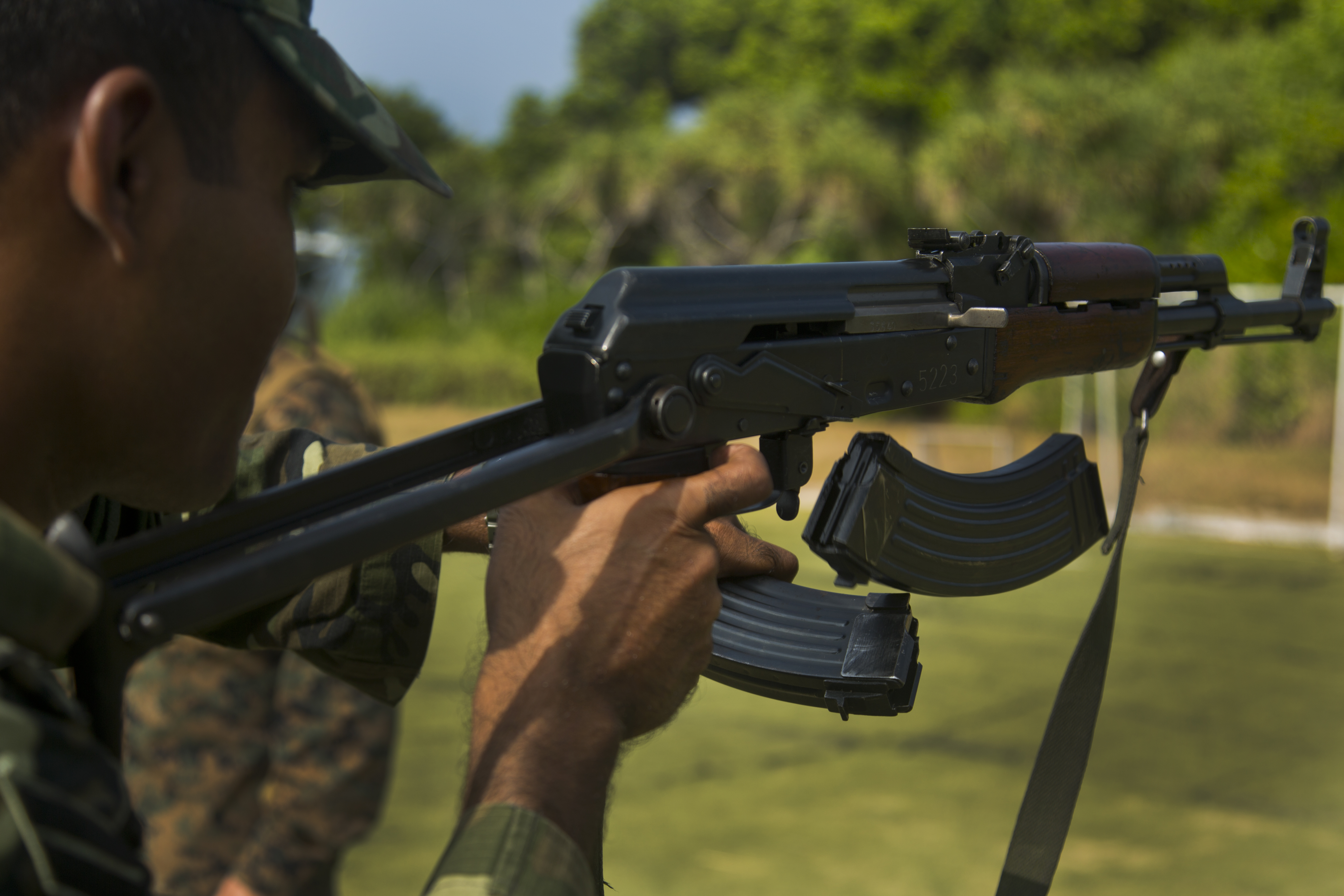
56-1式自動歩槍と空の弾倉を用いて操銃訓練を行うモルディブ国防軍の兵士。オリジナルの説明ではタクティカルリロードと形容しているが、外した弾倉をそのまま落とす迅速再装填の動作なので、厳密にはエマージェンシーリロードである。

タクティカルリロード（英語: Tactical reload）とは、弾倉の残弾数が残った状態で火器を再装填（リロード）し、かつ元の弾倉を保持する行為である。

## 概要
例えば、歩兵が敵の建物に突入する前に、残弾数を気にしてタクティカルリロードを行う。
戦術教範では、建物や敵対的な環境に侵入する前に常に弾倉を満タンにしておくべきだとされているが、後に弾薬が必要となる場合に備えるため、弾薬を捨てることは避けるべきともされている。
使用する銃によって異なる場合もあるが、タクティカルリロードを行うには、まず武器を保持している手で弾倉取り出しボタンを押し、別の手で所定の位置から新しい弾倉を引き出す。古い弾倉がマガジンウェルから落ちる前に、新しい弾倉を持っている手の薬指と小指で掴み、親指と人差し指で新しい弾倉を挿入する。これにより、一部使用済みの弾倉を後で使用することができるようになる。

## 長所
スピードリロードに対してタクティカルリロードを行う主な利点として、一部使用済みの弾倉に残っている弾を後に使用するために保持しておくことができることが挙げられる。